# 陳恪 (成化進士)
陳恪（1462年—1518年），字克謹，浙江湖州府歸安縣人，軍籍，明朝政治人物。

## 生平
成化十九年（1483年）癸卯科浙江鄉試第七十六名舉人。成化二十三年（1487年）中式丁未科會試第六十四名，三甲第一百四十九名進士。授宿松知縣，九年六月都察院理刑，十年八月实授陕西道監察御史，十四年巡按贵州，十七年巡按直隶，十八年二月升江西按察司副使，养病归，正德三年（1508年）六月黜为民。五年九月起復贵州按察副使、整饬威清兵备，八年四月升按察使，九月升山东右布政使，轉河南左布政使，十二月調江西，九年正月举卓异，十年八月升都察院右副都御史、巡抚南赣汀漳等处地方，十二月升大理寺卿，十三年四月卒，賜祭葬，荫子陈应期为国子生。

## 家族
曾祖陳公祚；祖父陳廷瓛，義官；父陳斆，母吳氏。重庆下。